# 梅菲爾德 (堪薩斯州)
梅菲爾德（英語：Mayfield）是一個位於美國堪薩斯州索姆奈縣的城市。

## 地方資料
根據2020年美國人口普查的數據，梅菲爾德的面積為0.77平方千米，當中陸地面積為0.77平方千米，而水域面積為0.00平方千米。當地共有人口75人，而人口密度為每平方千米97.4人。